# 少年超人隊 (動畫)
《少年超人隊》（英語：Legion of Super Heroes）由華納兄弟製作，由DC漫畫原著改編而成。該動畫影集曾於美國的Kids'WB中播放。在《In Your Dreams》的一集已經傳出要腰斬節目。隨後做了額外兩集在08年初把整個故事完結。

## 故事
第一季，故事講到一群住在31世紀的青年回到過去，打算征募超人入隊，一起與未來的黑暗勢力戰鬥。然而，他們去到了超人的青年時代，剛剛離他去大都會市前不遠。最後，未來青年還是讓他加入英雄團隊，與黑暗抗爭並支持星球聯盟規條。
第二季，故事轉為描寫41世紀的未來超人為了對抗邪惡的闇黑帝王，使用時光鑰回到31世紀帶領超級英雄隊部分成員前往41世紀協助，但闇黑帝王不但搶走時光鑰，更藉此回到31世紀改變未來，結果超級英雄隊唯有在31世紀與闇黑帝王決一死戰。

## 角色

### 主要聯盟成員
- 閃電小子（Lightning Lad）（配音／英：Andy Milder　台：夏治世、張宇豪（幼年））

一位熱情急躁的非正式領袖，擁有先斬後奏的性格。他右眼的閃電疤痕會在戰鬥時閃閃發光。為超級英雄隊三位創團者之一。
能力：高壓電擊
- 宇宙小子（Cosmic Boy）（配音／英：威尔·惠顿　台：陳宏瑋）

擔任過英雄隊隊長，經常和閃電小子拌嘴，為超級英雄隊三位創團者之一。
能力：控制磁場
- 土星女（Saturn Girl）（配音／英：Kari Wahlgren　台：許雲雲）

擁有心靈接觸能力的高水準成員。她平日顯得鎮靜，但亦可以充滿活力。特別注意，其超能力並非遵從原著。為超級英雄隊三位創團者之一。
能力：讀心術、心靈衝擊
- 小聰明５號[1]（Brainiac 5）（配音／英：Adam Wylie　台：張宇豪）

克魯恩人，團隊中最年輕、最聰明的成員。其機械身體可以轉換成多種不同形態戰鬥，平日則充滿感情。以超人原作克利普頓星人工智能電腦系統魔神腦為藍本的人物。為邪惡的魔神腦系統的第五代改良版。在正義聯盟當中曾經以帥哥身份出場並與supergirl成為情侶。此外，也在本作中和superman 有特殊關係。
能力：超高智能、防護罩、雷射砲
- 幻影公主（Phantom Girl）（配音／英：Heather Hogan　台：錢欣郁）

經常搞糟事情，但工作充滿熱誠的成員。她可以使身邊事物暫時地無形化，儘管這令她非常緊張。
能力：將自己或碰觸到的事物無形化
- 彈力小胖（Bouncing Boy）（配音／英：Michael Cornacchia）

體型像球一樣圓滾滾的成員，他最喜歡吃喝玩樂，害怕恐怖片，卻也超愛看，劇情全都背得滾瓜爛熟。暫時未有實際性戰功，擁有強大的組織和指揮能力。
能力：變為球狀
- 分身女孩（Triplicate Girl）（配音／英：Kari Wahlgren　台：許雲雲）

能由一人分身為三人，每位都擁有自我意識，擅長三人合力攻擊，三位的主要顏色分別為橙、白、紫。和彈力小胖互有好感，其中的白色分身在S2E01在四十一世紀崩塌時卡在裡面，後改名為分身雙姝。
能力：一分為三
- 狼影（Timber Wolf）（配音／英：Shawn Harrison）

因父親實驗而變種的狼人成員。在加入英雄隊前，他不能自我控制，直至土星女協助他回歸正路。
能力：野獸化
- 大男孩（Colossal Boy）（配音／英：Adam Wylie）

擅長搏鬥的成員，體型越大，力量越強。
能力：超大力量、能在一定範圍內改變身體大小
- 太陽火（Sun Boy）

全身燃燒著熊熊火焰的成員，溫度能比擬恆星。
能力：高溫火燄
- 合金小子（Ferro Lad）（配音／英：Dave Wittenberg　台：何志威）

宇宙小子私下收入的成員，帶著鐵面具，從未露出真面目。為了破壞「食日儀」，拯救太陽系，而犧牲了自己的生命。
能力：將全身改變為金屬
- 星光男孩（Star Boy）（配音／英：Bumper Robinson　台：夏治世）

在新生面試大會裡脫穎而出，新加入的成員。雖然能力是改變質量，但有時反而比較像念力。
能力：改變事物的質量
- 萬能吞噬者（Matter-Eater Lad）（配音／英：Alexander Polinsky）

原名為肯，也是在新生面試大會中入選的成員。曾和閃電小子一起參加過跨銀河運動會。
能力：能吃下任何東西
- 空手道小子（Karate Kid）（配音／英：Keith Ferguson　台：張宇豪）

超人在競技場中找到的人才，座右銘是「只要不怕困難，就會有解決之道」。
能力：空手道、恆心與毅力
- 百變化身怪（Chameleon Boy）（配音／英：Alexander Polinsky　台：夏治世）

德拉星人，個性相當搞笑，好勝心強，他的父親是銀河系首富，經營的公司「布蘭德工業」擁有製造恆星的技術。
能力：變身為任何心裡想的東西
- 終結小子（Nemesis Kid）（配音／英：Keith Ferguson）

曾替科學警察的特別單位追蹤冷血伯爾，通過新生面試大會，而加入了英雄隊。
能力：終結對手的超能力
- 夢之女（Dream Girl）（配音／英：Tara Platt）

在加入英雄隊前，職業為算命師「神秘夫人」，因為曾對閃電小子的父母撒謊，而讓閃電小子留下不好的印象。
能力：預知夢
- 縮縮女（Shrinking Violet）（配音／英：Kari Wahlgren　台：錢欣郁）

研讀過「跨神經微生物學」，電腦機械也難不倒她，有獨特的笑聲。
能力：縮小

### 少年後補超人
- 葉綠素小子（Chlorophyll Kid）（配音／英：Alexander Polinsky）

身材圓胖，穿著一身綠葉樣式的服裝，會隨身攜帶植物的種子。
能力：能讓植物快速成長（但無法控制）
- 七彩小子（Color Kid）（配音／英：James Arnold Taylor）

有著一雙全黑的眼睛，分不清眼白和眼珠。
能力：改變任何東西的顏色
- 傳染少女（Infectious Lass）（配音／英：Kari Wahlgren）

一副病厭厭的樣子，隨身攜帶噴霧吸入劑。
能力：傳染感冒
- 豪豬皮特（Porcupine Pete）（配音／英：James Arnold Taylor）

有著一對短獠牙，身上長著尖刺。
能力：尖刺飛鏢
- 岩石男孩（Stone Boy）（配音／英：尤里·洛文塔爾）

不常開口說話，最初還被同伴誤認為不會說話。
能力：將身體岩石化（但岩石化時無法移動）

### 新生面試大會中落選的成員
- 災難大王（Calamity King）（配音／英：Alexander Polinsky）

穿著綠白搭配的服裝，胸前有個王冠標誌。
能力：能使意外發生
- 憋氣小子（Breath Boy）（配音／英：Adam Wylie）

服裝胸前有肺臟的圖案。憋氣時胸部上舉脹大，腦袋膨脹、發紫，眼睛凸出。
能力：長時間停止呼吸

### 反派
- 奪命五俠（Fatal Five）

- 綠寶石女王安柏斯（Emerald Empress）（配音／英：Jennifer Hale（第一季）、塔拉·斯特朗（第二季）　台：錢欣郁）

奪命五俠的領導者，擁有威力強大的綠寶石之眼，能控制人心。安柏斯是用綠寶石之眼攻擊的。
能力：綠寶石雷射、操縱人心
- 蠻諾（Mano）

頭戴玻璃罩，右手擁有強大的威力。
能力：雷射、融化物體
- 博威特（Persuader）（配音／英：David Sobolov　台：夏治世）

手持巨斧的戰士，擁有高人一等的戰鬥力。
能力：超大力量、能砍斷一切的原子斧
- 沙洛克（Tharok）（配音／英：David Lodge）

半人半機械，左手是威力強大的機械砲。
能力：超高智能、雷射砲
- 瓦爾迪斯（Validus）

巨大的人型怪獸，不擅長說話。在第二季中加入了闇黑帝王的團隊。
能力：超強蠻力、腦波雷射
- 藍道博士（Dr. Mar Londo）（配音／英：哈里·林尼科斯（第一季）、Dorian Harewood（英语：Dorian Harewood）（第二季）　台：夏治世）

布林（狼影）的父親，是個瘋狂科學家，為了科學研究，不惜改造自己唯一的兒子。
- 雅蕾瑟絲（Alexis Luthor）（配音／英：塔拉·斯特朗　台：錢欣郁）

雷克斯路德的後代，對超人一見鍾情。
能力：精通機械
- 卓克斯（Drax）（配音／英：Greg Ellis（英语：Greg Ellis (actor)）　台：夏治世）
- 光速先鋒部隊（Light Speed Vanguard）

- 麥肯（Mekt Ranzz／Lightning Lord）（配音／英：James Arnold Taylor　台：陳宏瑋）

閃電小子的哥哥，著迷金錢與力量，在競賽中為求取勝利不擇手段。第二季時曾與闇黑帝王及銀河煞星聯手合作，但在體會到親情的重要之後良心發現，終於回歸正途。
能力：高壓電擊
- 提爾（Tyr）（配音／英：Khary Payton　台：陳宏瑋）

紅色的皮膚，頂著一頭紫色的龐克頭，右手是威力強大的能量砲。
能力：強大力量、雷射砲
- 薇芙（Wave）

一身深藍色的裝扮，有著一頭極長而飄逸的長髮。
能力：如鞭子般伸縮自如的頭髮
- 獵手（Hunter）（配音／英：Khary Payton　台：何志威）

瞎了左眼，綁著橘色的馬尾，留了八字鬍，胸前有個骷髏的標誌。
能力：強大力量、善用各種裝備戰鬥
- 羅卡（Ron-Karr）（配音／英：Shawn Harrison　台：張宇豪）

雖然身為反派，但似乎有著一顆善良而正義的心。在第二季中加入了闇黑帝王的團隊。
能力：變身成其他生物
- 艾斯柏（Esper）（配音／英：塔拉·斯特朗　台：錢欣郁）

穿著有如埃及女性的服裝，能力比土星女還強。
能力：讀心術、心靈衝擊
- 魔指大盜（Starfinger）（配音／英：Taylor Negron）
- 小搗蛋（Zyx）（配音／英：Lauren Tom　台：錢欣郁）

淘氣的魔法師，曾讓英雄隊傷透腦筋，魔法力量能與莫圖匹敵。
能力：施展魔法
- 莫圖（Mordru）（配音／英：Jim Ward　台：夏治世）

邪惡的魔法師，魔法被剝奪後，離開了家鄉，在S02E10回來復仇。
能力：施展魔法
- 食日儀（Sun-Eater）

能吞噬恆星的終極武器。
- 主宰者（Controller）（配音／英：David Lodge（英语：David Lodge (voice actor)）　台：夏治世）
- 闇黑帝王（Imperiex）（配音／英：Phil Morris（英语：Phil Morris (actor)））
- 銀河煞星（The Dominators）
- 冷血伯爾（Grimbor the Chainsman）（配音／英：Lex Lang　台：何志威）
- 瘋狂牛仔（Terra-Man）（配音／英：Jeff Black）
- 黑環幫（Dark Circle）

- 古拉葛（Gullug）（配音／英：Dave Wittenberg　台：陳宏瑋）
- 昂提爾（Ontirr）（配音／英：Bumper Robinson　台：何志威）

### 其他角色
- 瓦祖主席（Winema Wazzo）（配音／英：April Winchell）

幻影公主的母親。
- 艾拉（Ayla Ranzz）（配音／英：Kari Wahlgren）

閃電小子和麥肯的妹妹。她一直被認為早已在十年前意外喪生，但在第二季的劇情之中描寫到艾拉其實並沒有死，而是化成了巨大的能量風暴，最後由閃電小子與改邪歸正的麥肯聯手將她還原成人形。（此設定與漫畫原作有顯著不同）
- 阿寶（Abel）（配音／英：Madison Davenport　台：許雲雲）

一個大約七歲的小男孩，雖然外貌毫不起眼，日後卻會研發出創造闇黑帝王的科技，因此在第二季的故事中引起各路人馬的爭奪。
- 布蘭德（R. J. Brande）（配音／英：Lex Lang　台：何志威）

銀河首富，以前曾在遇到危難時受到閃電小子、土星女以及宇宙小子的幫助，因此提供經費讓他們創立了超級英雄隊。

## 每集主題
| 集數   | 主題                                      | 台灣官方譯名   |
| 第一季 |                                           |                |
| 1.01   | Man of Tomorrow                           | 未來危機       |
| 1.02   | Timber Wolf                               | 狼影現身       |
| 1.03   | Legacy                                    | 嬌蠻千金       |
| 1.04   | Fear Factory                              | 恐懼工廠       |
| 1.05   | Champions                                 | 跨銀河運動會   |
| 1.06   | Phantoms                                  | 幽冥鬼獄       |
| 1.07   | Child's Play                              | 淘氣魔法師     |
| 1.08   | Lightning Storm                           | 閃電風暴       |
| 1.09   | Brain Drain                               | 暴走小聰明     |
| 1.10   | The Substitutes                           | 初生之犢       |
| 1.11   | Chain of Command                          | 行動救星       |
| 1.12   | Sundown, Part 1                           | 太陽末日：上集 |
| 1.13   | Sundown, Part 2                           | 太陽末日：下集 |
| 第二季 |                                           |                |
| 2.01   | The Man from the Edge of Tomorrow, Part 1 | 未來超人：上集 |
| 2.02   | The Man from the Edge of Tomorrow, Part 2 | 未來超人：下集 |
| 2.03   | Cry Wolf                                  | 哭嚎之狼       |
| 2.04   | Chained Lightning                         | 閃電禁錮       |
| 2.05   | The Karate Kid                            | 功夫小子       |
| 2.06   | Who Am I?                                 | 善惡之念       |
| 2.07   | Unnatural Alliances                       | 正邪競合       |
| 2.08   | Message in a Bottle                       | 瓶中城市       |
| 2.09   | In The Beginning                          | 軍團起源       |
| 2.10   | Trials                                    | 三道考驗       |
| 2.11   | In Your Dreams                            | 真假夢境       |
| 2.12   | Dark Victory, Part 1                      | 邪帝再臨：上集 |
| 2.13   | Dark Victory, Part 2                      | 邪帝再臨：下集 |

## 備註
1. ↑  台灣卡通頻道播出《正義聯盟》時譯為「魔神腦五世」。
2. ↑  但在S1E5卻變成了左手

## 外部連結
- KidsWB! 官方網站
- TV.com 有關資訊 （页面存档备份，存于）
- 超能英雄團俱樂部 （页面存档备份，存于）
- 超能英雄團資訊版 （页面存档备份，存于）
- 超能英雄團動畫迷網站
- 互联网电影数据库（IMDb）上《超能英雄團》的资料（英文）